# یاسین‌آباد
یاسین‌آباد، روستایی است از توابع بخش مرکزی شهرستان سردشت استان آذربایجان غربی ایران.

## جمعیت
این روستا در دهستان باسک کولسه قرار داشته و بر اساس سرشماری سال ۱۳۸۵ جمعیت آن ۱۱۶ نفر (۲۳ خانوار)
بوده‌است.